# Кинь-Грусть (парк)
Кинь-Грусть — історична назва парку на вул. Кобзарській у Подільському районі Києва, розташованого між вулицями Сошенка та Кобзарською. Площа парку — 8,5 га.
Парк-пам'ятка садово-паркового мистецтва. Заповіданий у 1972 році та є ізольованим залишком Пуща-Водицького лісового масиву, розташований поблизу ставу, утвореного на струмку Княжиха.

## Історія

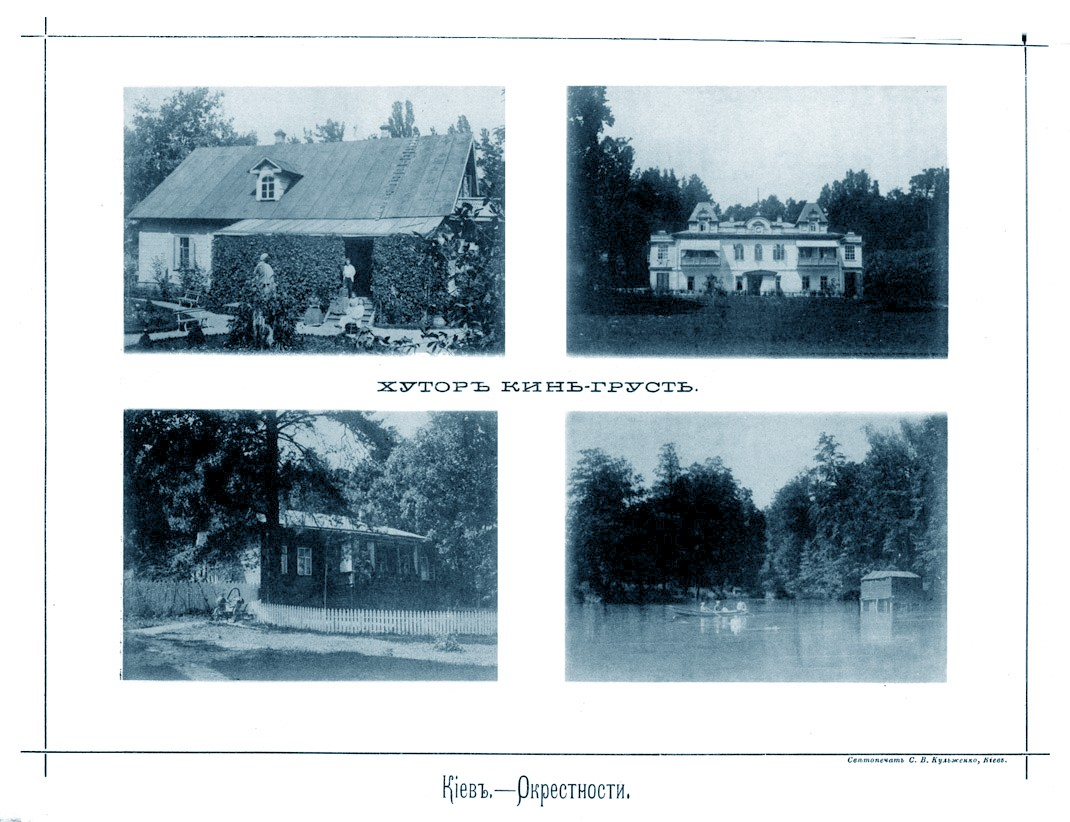
Хутір Кинь-Грусть, 1888 рік

Парк є частиною урочища «Кинь-Ґрусть», в якому в XIX столітті були дачні маєтки. На початку XIX століття тут була дача генерала Бєгичева, у 1830-х роках — маєток Лукашевичів, наприкінці століття місцевість належала відомому київському книговидавцеві С. В. Кульженку, проректору Київського фотографічного інституту, професору Київського художнього інституту. Тому серед киян була поширена ще одна назва цієї місцевості — «Дача Кульженка».
Останніми десятиліттями площа парку істотно зменшилась через відчуження частини його території під будівництво корпусів Інституту геронтології НАН України, Інституту ендокринології Міністерства охорони здоров'я та площадки для відстою тролейбусів (кінцева зупинка маршрутів № 6, 18 та 32).

## Рослинність
Найбільшу цінність мають залишки старого лісу — дерева в частині парку, прилеглій до Кобзарської вулиці. Це здебільшого старі дуби (декілька десятків), рідше — липи та сосни. Вік дубів перевищує 200 років, вони сягають 30  м заввишки і мають діаметр стовбура до 150 см. Старі липи дещо нижчі — до 25 м, з діаметром стовбурів 95—100 см. Особливу увагу привертає стара липа, яка має три стовбури (діаметр кожного 50—60 см), а знизу — спільний стовбур із діаметром до 3 м та окружністю близько 9 м. Дерево має живу, розвинену крону. У більш підвищеній частині парку є старі сосни з міцними колоноподібними стовбурами 35—37 м заввишки та діаметром 90—100 см, віком понад 150 років.
Із цінних деревних порід слід відзначити групу середньовікових дубів північних (червоних), які рясно плодоносять.
Загалом, частина парку, розташована біля вулиці Кобзарської — розріджені старі та середньовічні дерева на покриві зі злакового травостою, в якому переважає мітлиця тонка. Місцями збереглися лісові рослини — копитняк європейський, куцоніжка лісова, чистець лісовий. На підвищенні переважають насадження клену гостролистого з участю дуба, в'яза, поодиноко — черешні. Трав'яний покрив у них мало розвинений.
У частині парку, що прилягає до вулиці Сошенка, старі дерева відсутні (хоча безперечно були тут раніше, оскільки вони є на прилеглих садибах). Тут переважають середньовікові та молоді берези, тополі, клени, є група старіших осик. Є також залишки старого саду.
Парк цікавий мальовничістю, якої йому надають насамперед вікові дерева — дуби, сосни, липи, але не має оформленого входу, аншлагів, огорожі (або живоплоту), у ньому дуже мало декоративних чагарників, практично немає квітників.
Переважає лісовий тип садово-паркових ландшафтів, невеликі площі зайняті парковим (1,55 га), лучним (1,7 га) і садовим (0,56 га) типами ландшафтів. Усього тут росте 31 вид деревних рослин, серед них переважає липа серцелиста.

## Галерея

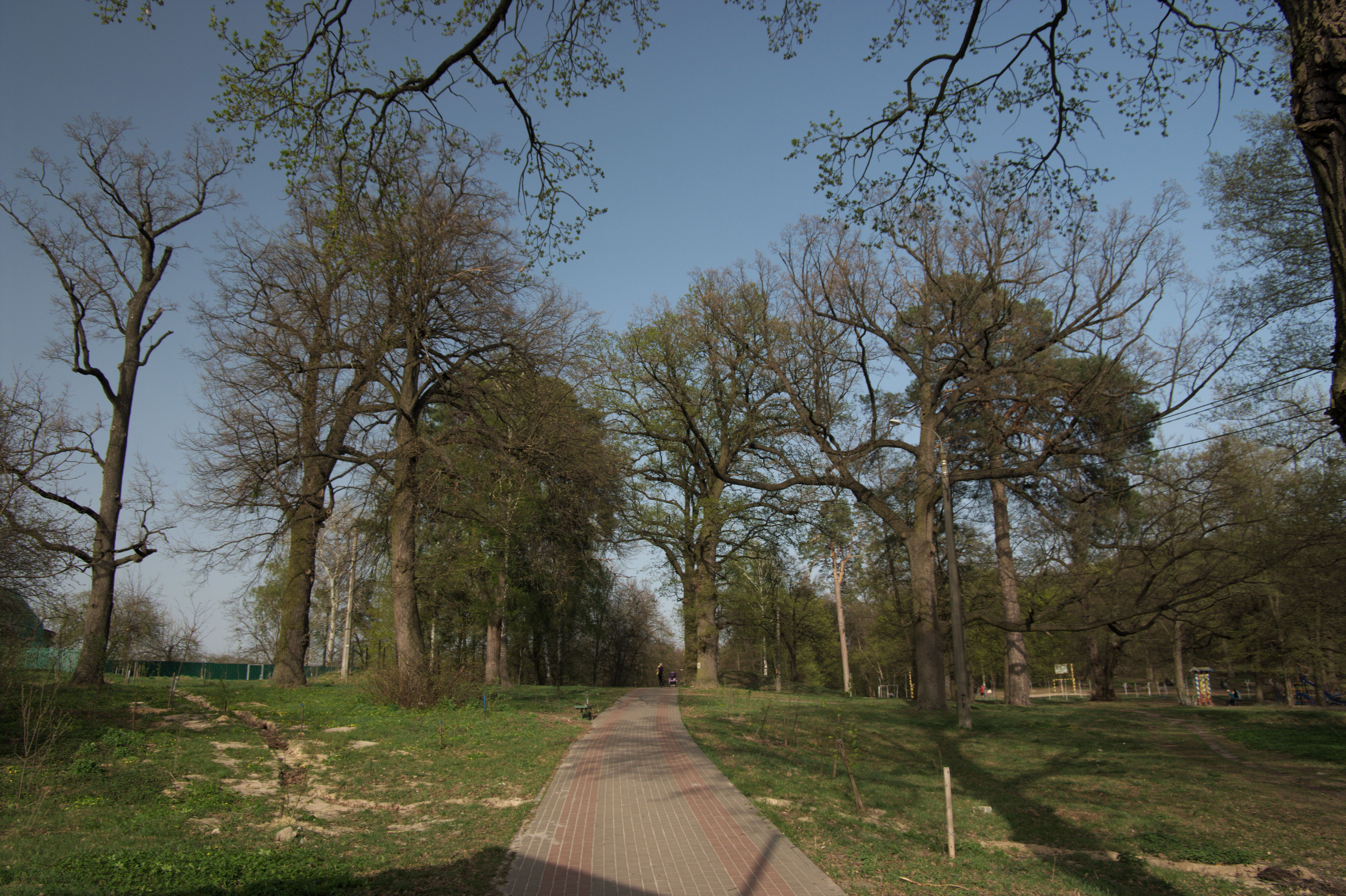
Дуби 6-го листопада
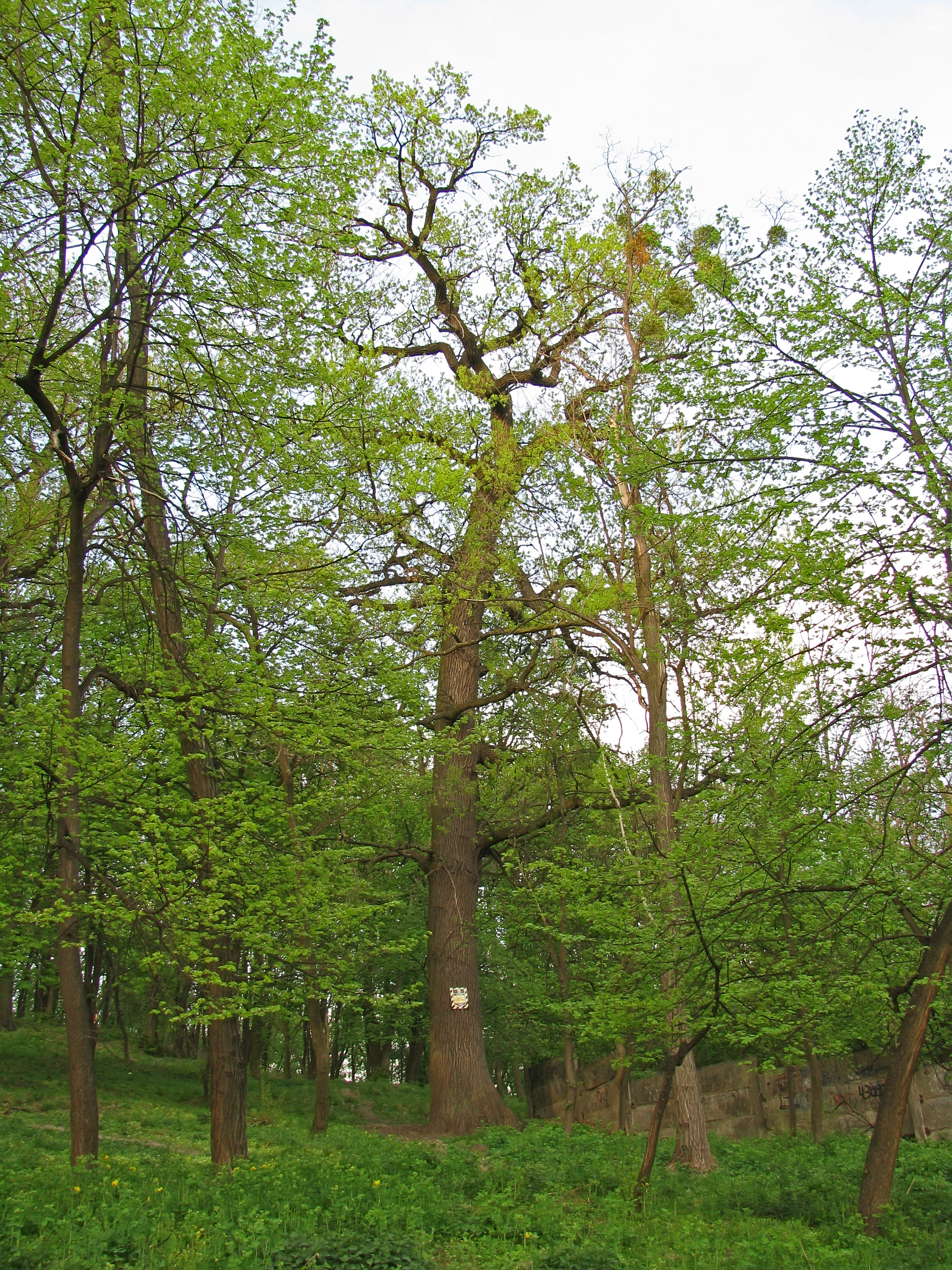
Дуби 6-го листопада
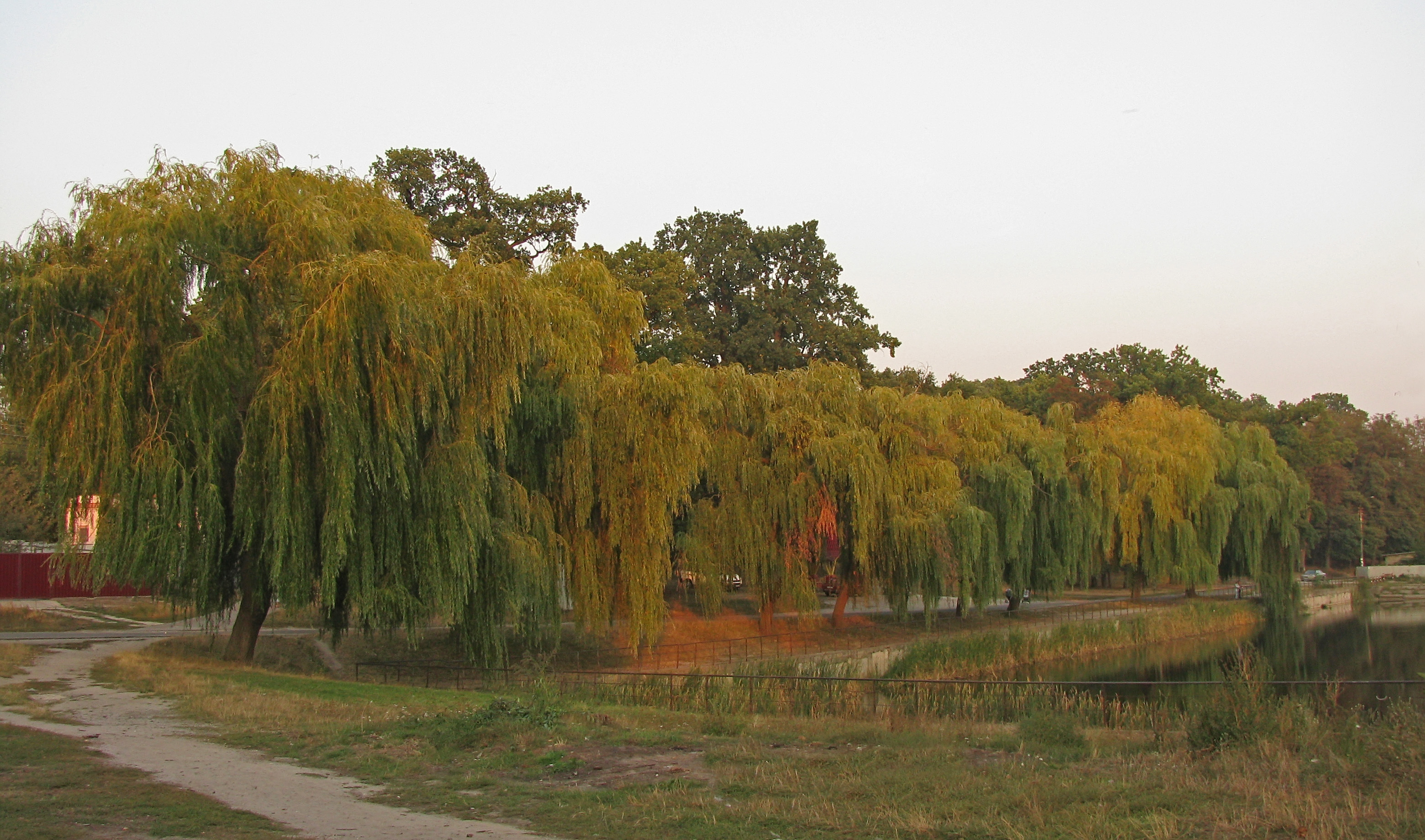
Парк по вул. Кобзарській
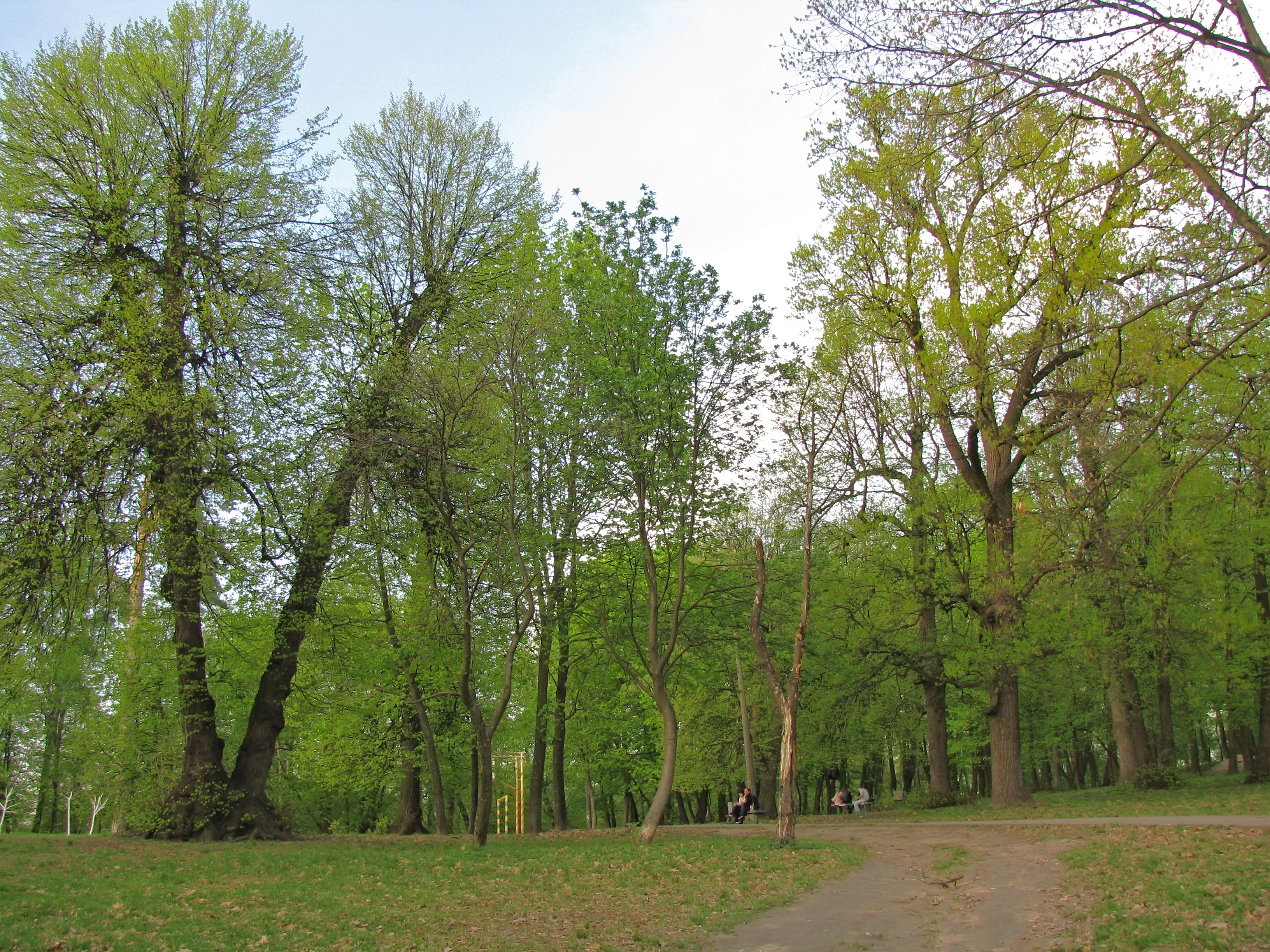
Парк по вул. Кобзарській
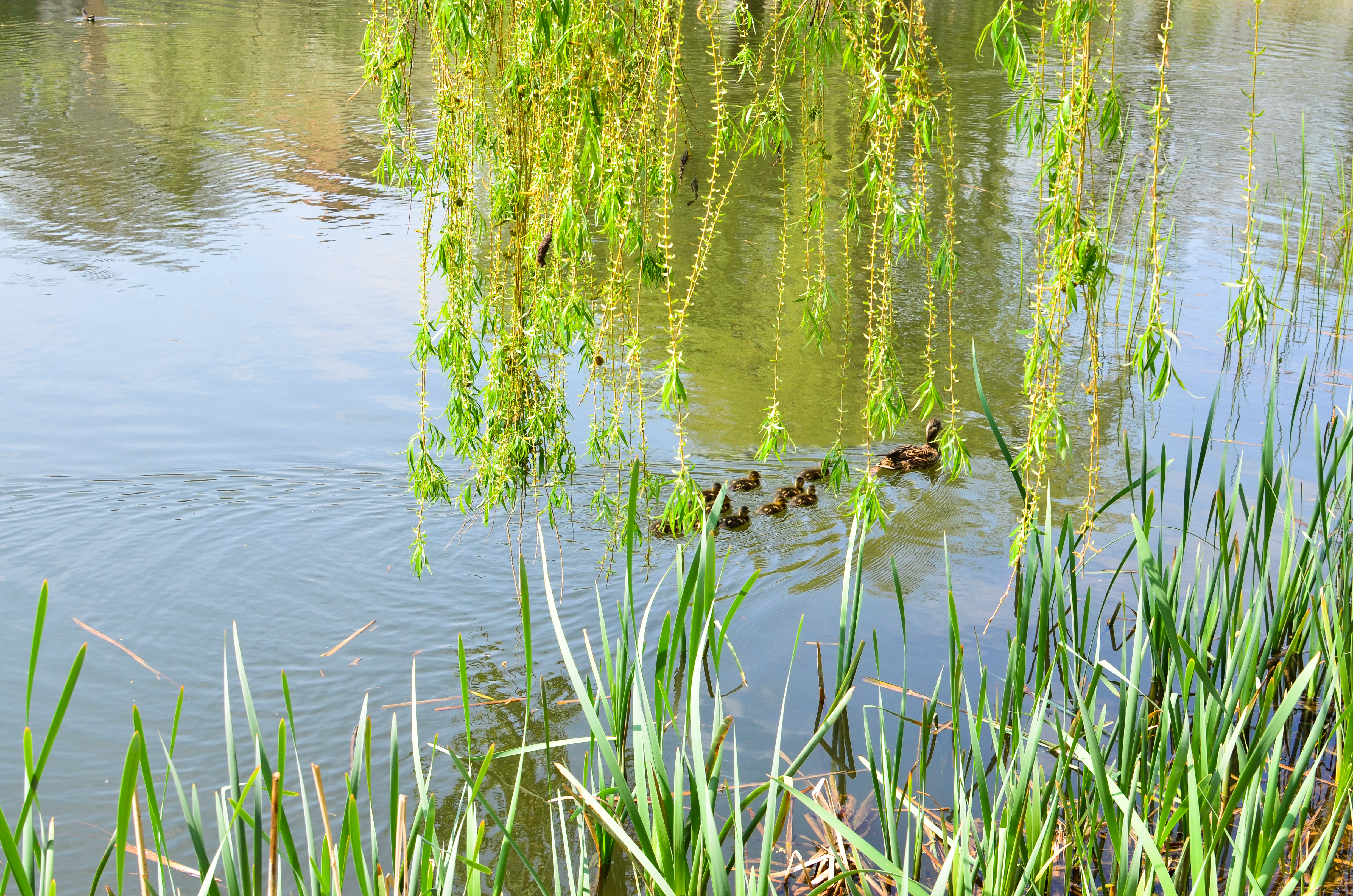
На ставку
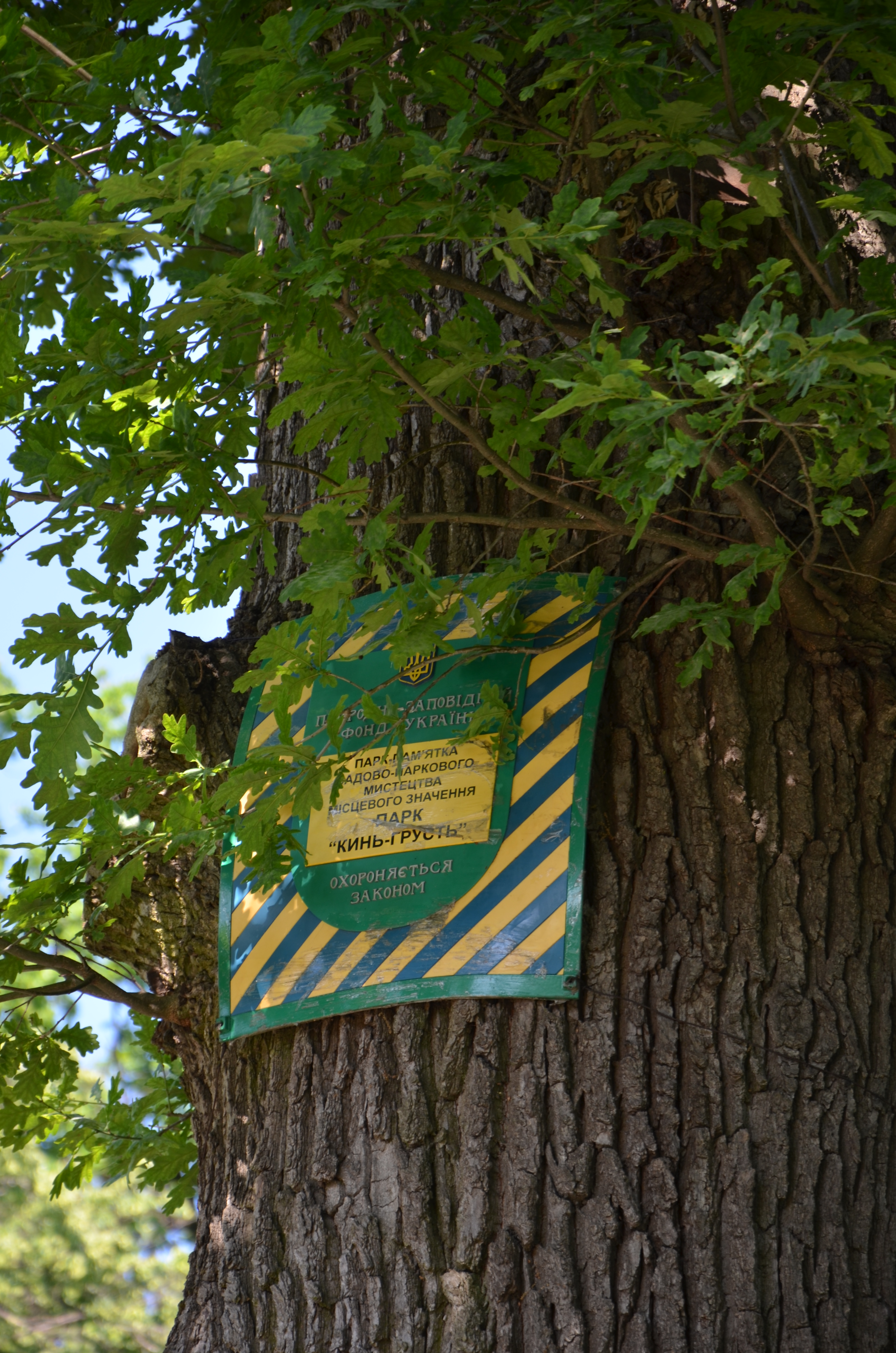
Природоохоронний знак